# 鸳鸯秘谱

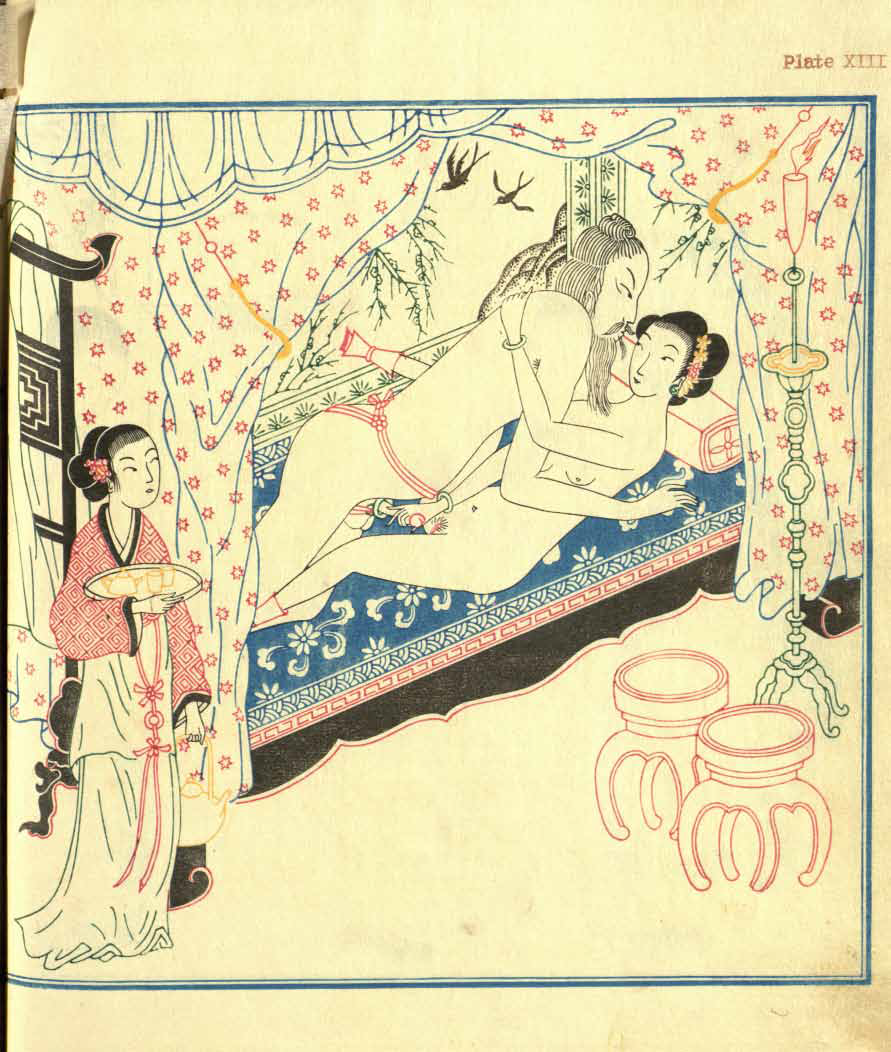
第四圖《射雛雞》

《鸳鸯秘谱》，又名《锦春图》，为明代春宫画册，成书于天启四年（1624年）。编者为牡丹轩主人。画册包含30幅版画，以蓝、黑、绿、红、黄五色印刷，每幅配词一首。版画制作精良，人物栩栩如生，是明代套色版画的全盛时期的精品。据高罗佩的说法，唯一传世印本由上海某收藏家收藏。该收藏家将摹本赠与高罗佩，《秘戏图考》中有两幅插图是根据该摹本重制的。

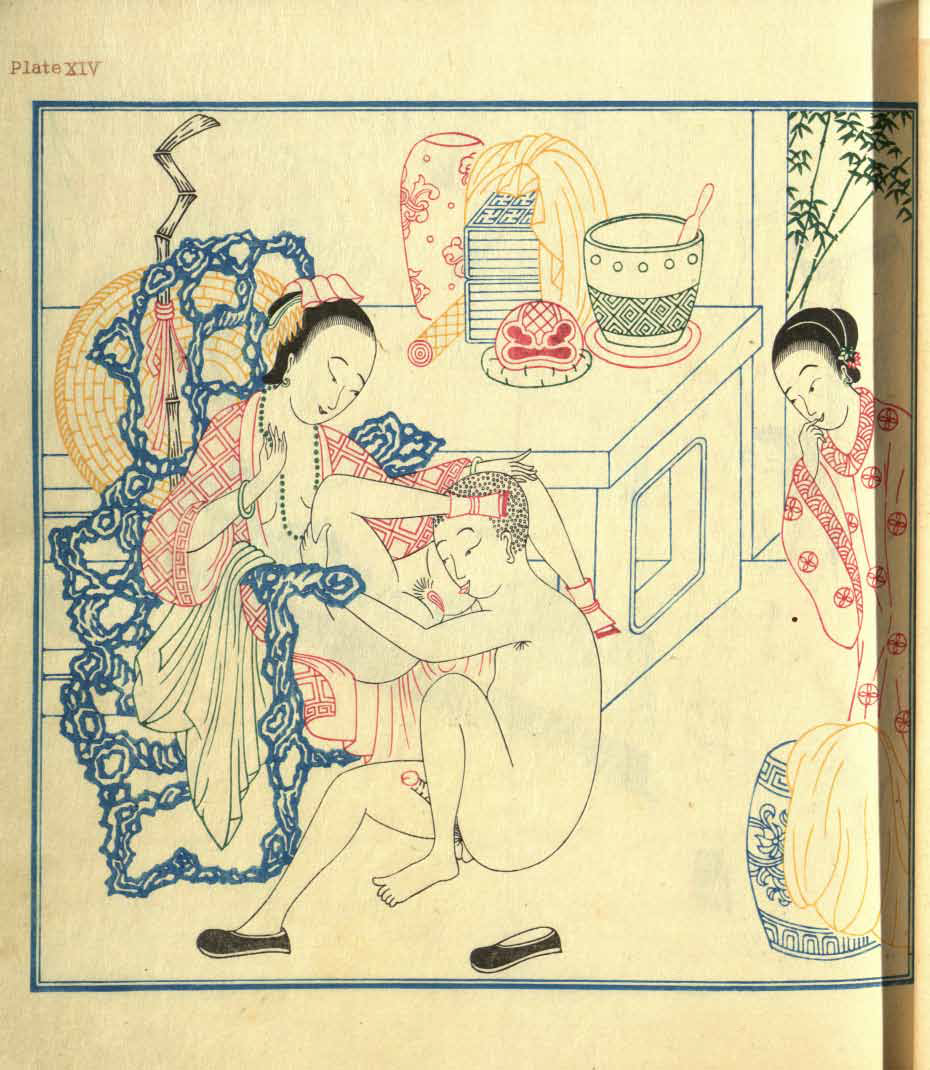
第十二圖《品甘露》